# Boeing 2707
 (septembre 2009).
Si vous disposez d'ouvrages ou d'articles de référence ou si vous connaissez des sites web de qualité traitant du thème abordé ici, merci de compléter l'article en donnant les références utiles à sa vérifiabilité et en les liant à la section « Notes et références ».
Dimensions
Le Boeing 2707 devait être le premier avion de ligne supersonique des États-Unis. Il aurait été assemblé dans les ateliers de Boeing à Renton, Washington, mais le coût très élevé du projet et les réactions sur les effets environnementaux (notamment le passage du mur du son) menèrent à l'annulation du projet en 1971 avant que les deux prototypes ne soient achevés, seule la maquette de test avait réussi à voir le jour.
Conçu pour voler à près de Mach 3 et pour transporter 250 à 300 passagers, il aurait été nettement plus grand et rapide que le Concorde.

## Historique

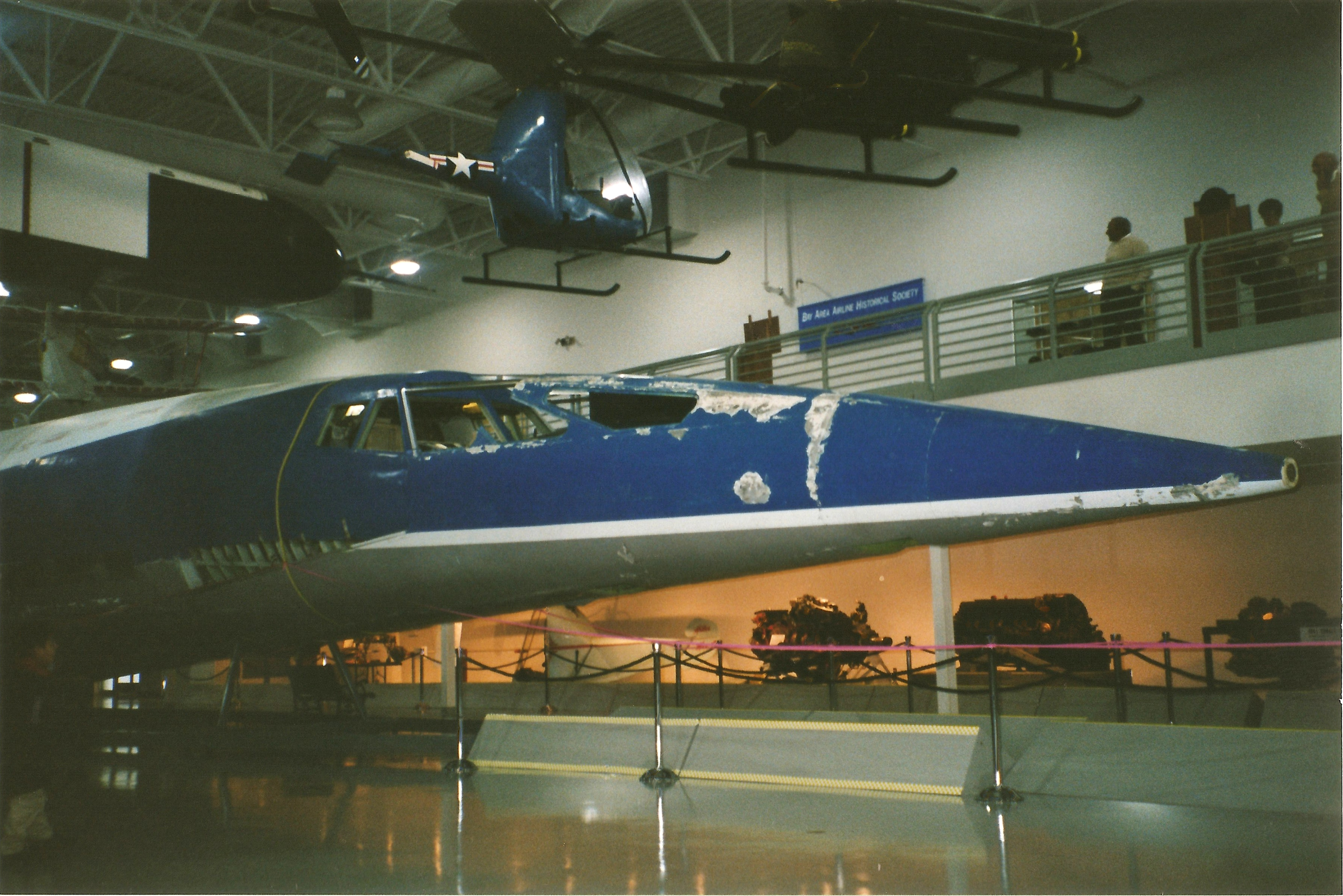
Maquette du Boeing 2707-200 SST au musée Hiller de San Carlos.

Boeing avait fait plusieurs études à petite échelle sur des concepts de transport supersonique depuis 1952, mais n'établit un comité de recherche permanent qu'en 1958. Ce comité a été financé à hauteur d’un million de dollars en 1960. Il a proposé un certain nombre de concepts, tous sous le nom Model 733. La plupart de ces modèles étaient basés sur une grande aile delta mais en 1959 une autre possibilité s’ouvrait dans le prolongement des efforts de Boeing pour une aile à géométrie variable (qui mènerait à l’achat du General Dynamics F-111 plutôt que la proposition de Boeing). En 1960, un « concours » interne à l'entreprise fut lancé sur la base d’un avion de 150 sièges pour les lignes transatlantiques ; la version à géométrie variable s'est avérée nettement meilleure.
Vers le milieu de 1962, il devenait clair que les discussions entre le constructeur aéronautique de Bristol et Sud-Aviation à propos d’une union sur leurs projets de supersoniques étaient plus abouties que ce que Boeing pensait ; la probabilité pour qu’ils proposent un projet viable était grande. En novembre, ils annoncèrent en effet que le Concorde serait construit en commun. Cela déclencha une vague de panique dans les autres pays car on pensait alors que beaucoup d'avions seraient supersoniques dans l’avenir, et il apparaissait que les Européens avaient pris de l'avance.
Le 5 juin 1963, l'administration Kennedy lança le développement d’un aéronef commercial concurrent du Concorde, le programme National Supersonic Transport  finançant 75 % des coûts de développement. Le directeur de l'administration de l’aviation fédérale (FAA), Najeeb Halaby, jugeant que le Concorde était trop en avance dans son développement pour fabriquer un concurrent direct, sélectionna un projet beaucoup plus sophistiqué. Cet aéronef devait transporter 250 passagers (une capacité élevée à l’époque), voler à Mach 2,7-3,0, et avoir un rayon d'action d’environ 6 500 km. La vitesse élevée exigeait une fabrication en acier inoxydable ou en titane car le frottement aux vitesses au-delà de Mach 2,2 ferait que le duralumin (un alliage d'aluminium très utilisé en aéronautique) fluerait. Le programme d'avant-projet fut envoyé à trois constructeurs Boeing, Lockheed et North American et à trois motoristes Curtiss-Wright, General Electric et Pratt & Whitney pour les propulseurs. La FAA estimait qu’au début des années 1990 il y aurait un marché pour 500 supersoniques.
Les avant-projets furent soumis à la FAA le 15 janvier 1964. La proposition de Boeing reprenait celle du Model 733 à aile pivotante étudiée en 1960, connue officiellement comme Model 733-197, mais aussi référencée comme le Model 2707. Cet avion ressemblait au bombardier Rockwell B-1 Lancer avec la différence que les moteurs étaient montés dans des nacelles individuelles au lieu d'être regroupés 2 par 2 comme sur le Lancer.
Une sélection des projets proposés aboutit au retrait de North American et Curtiss-Wright du programme. Il fut demandé à Boeing et Lockheed de proposer des modèles dépassant les exigences de la FAA. En novembre, une autre réunion de conception eut lieu ; à ce moment-là, Boeing avait fait évoluer son dessin vers un modèle avec 250 sièges : le Model 733-290. En raison de l’inquiétude à propos de l’effet des tuyères, les quatre moteurs furent déplacés sous une queue agrandie. Quand les ailes étaient pivotées dans leur position en flèche arrière, elles formaient avec l'empennage une forme en delta.
Les deux sociétés devaient désormais étudier des propositions plus détaillées et les présenter à la sélection finale en 1966. À ce moment, la proposition était passée à 300 sièges. Une maquette à l'échelle 1 fut présentée en septembre 1966. À la fin de l’année, le projet Boeing - moteurs GE4/J5 fut sélectionné. Le Lockheed L-2000 était jugé plus simple à produire et moins risqué, mais ses performances nettement moindres et son niveau de bruit supérieur. Étant donné le mandat de la FAA de soutenir un projet d'avant-garde, la décision est logique.
Le Boeing aurait été très performant, même en subsonique. C’était l’un des premiers à fuselage large utilisant une configuration à 2-3-2 pour chaque rangée de sièges. Il y avait des compartiments de grandes dimensions pour les bagages. Pour la classe tourisme il y avait des TV rétractables toutes les six rangées et à chaque rangée en première classe. Les hublots extérieurs ne faisaient que 15 cm à cause des contraintes de la haute altitude mais à l’intérieur ils étaient deux fois plus grands pour donner une impression de luminosité.
Boeing annonça que si l’autorisation de lancement était donnée immédiatement, la construction des prototypes pourrait commencer au début de 1967, le premier vol aurait lieu au début des années 1970 et la certification vers 1975. Cependant, lors de la phase finale de projet, Boeing rencontra des problèmes de poids insurmontables venant du système d’aile pivotante. En octobre 1968 il fut forcé d’abandonner ce principe et de revenir à une aile delta comparable à celle de Lockheed (et à celle du Concorde). De plus, ce projet devenait plus petit, avec 234 sièges. Il est connu sous le code model 2707-300. Le travail commença sur une maquette à l'échelle 1 et deux prototypes en septembre 1969, avec un retard de deux années sur le programme.
À ce stade, l’opposition au projet grandissait fortement. Les environnementalistes, qui manifestaient leurs préoccupations à propos de l'effet des vols à haute altitude sur la couche d’ozone, du bruit aux alentours des aéroports et des effets du bang sonique, formaient le groupe le plus influent. Le dernier point devint particulièrement sensible et le passage au vol supersonique au-dessus des terres fut interdit. Il y avait aussi l’opposition de la gauche, qui n’appréciait pas que le gouvernement subventionne le développement d’un avion civil qui serait utilisé par le secteur privé. Cette campagne était menée par le sénateur démocrate William Proxmire comme une croisade contre le gouvernement fédéral.
En mars 1971, le Sénat des États-Unis, alors à majorité démocrate, refusa d’allouer davantage de subsides. Le projet fut abandonné le 20 mai 1971 bien qu’il y ait eu 120 commandes placées par 26 opérateurs aériens. Les deux prototypes ne furent jamais terminés.
La maquette fut démontée et transportée en Floride où elle resta dans un dépôt durant 19 ans avant d’être achetée et partiellement réassemblée pour être présentée au musée d’aviation Hiller à San Carlos aux alentours de 1998. Enfin, après environ 15 ans, un accord est passé en 2013 avec le Museum of Flight et les 27 mètres (90 pieds) de la section avant est de retour à Seattle pour y être stockée dans le centre de restauration du musée à Everett sans accès public.